# Ulrich Schreck
Ulrich „Uli“ Schreck (* 11. März 1962 in Tauberbischofsheim) ist ein ehemaliger deutscher Fechter, der zuerst für den Fecht-Club Tauberbischofsheim und später für den OFC Bonn antrat. Er wurde deutscher Meister, Weltmeister und Olympiasieger.

## Karriere
1991 wurde Schreck Deutscher Einzelmeister mit dem Florett.
Nachdem er bei der Fechtweltmeisterschaft 1985 und bei der Fechtweltmeisterschaft 1986 mit der Mannschaft nach Finalniederlagen gegen die Italiener Silber gewonnen hatte, wurde die Mannschaft 1987 in Lausanne in der Besetzung Mathias Gey, Matthias Behr, Klaus Reichert, Ulrich Schreck und Thorsten Weidner Weltmeister gegen Frankreich. Mit Platz 6 erreichte Schreck 1987 seine beste Weltmeisterschaftsplatzierung in einem Einzelwettbewerb.
Mit Thomas Endres statt Klaus Reichert gewann die Mannschaft Silber bei den Olympischen Spielen 1988 in Seoul, als man der Mannschaft aus der Sowjetunion im Finale unterlag. In der Einzelwertung wurde Schreck 1988 Vierter. Bei der Fechtweltmeisterschaft 1991 in Budapest wurde die deutsche Mannschaft mit Ulrich Schreck nach einer Finalniederlage gegen die Kubaner Vizeweltmeister.
Bei den Olympischen Spielen 1992 in Barcelona gewann Ulrich Schreck mit der Mannschaft Gold, zusammen mit seinem Bonner Mannschaftskameraden Alexander Koch sowie mit den Tauberbischofsheimern Udo Wagner, Ingo Weißenborn und Thorsten Weidner. Dafür erhielt er am 23. Juni 1993 das Silberne Lorbeerblatt.
Nach Beendigung seiner Karriere begann der ausgebildete Diplomtrainer seine Trainertätigkeit am Bundesleistungszentrum in Bonn. Von 1993 bis 2004 war er DFB-Internatstrainer und von 2004 bis 2021 leitender Bundestrainer Herrenflorett. Hier betreute er unter anderem den fünfmaligen Weltmeister Peter Joppich und den Vizeeuropameister und Olympiasieger von Peking 2008 Benjamin Kleibrink. Ulrich Schreck war mit den Fechterinnen Iska Waterloh und Monika Weber verheiratet.

## Auszeichnungen
- Träger des Silbernen Lorbeerblattes